# الكنيسة اللوثرية (القدس)

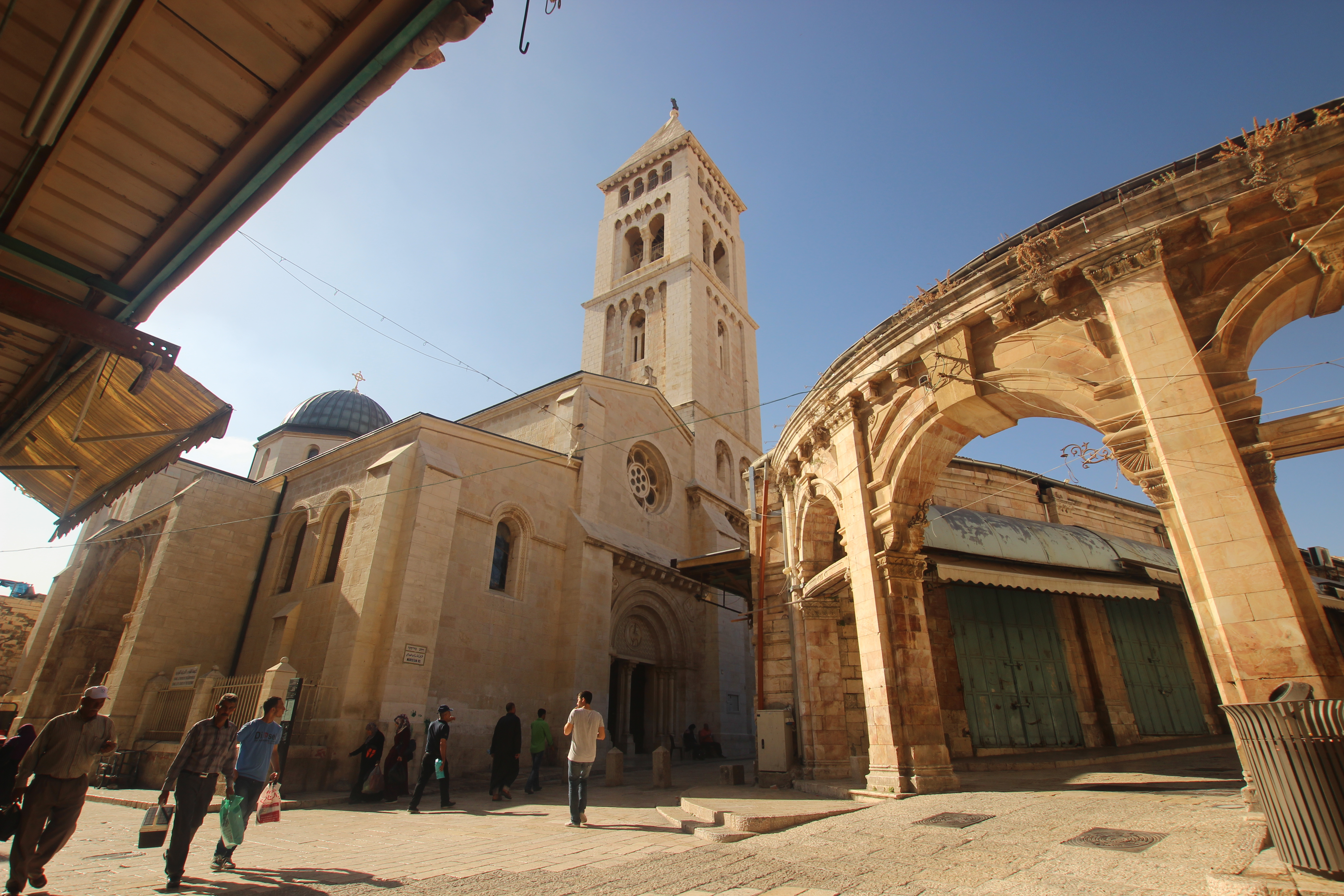
الكنيسة اللوثرية في حارة النصارى.

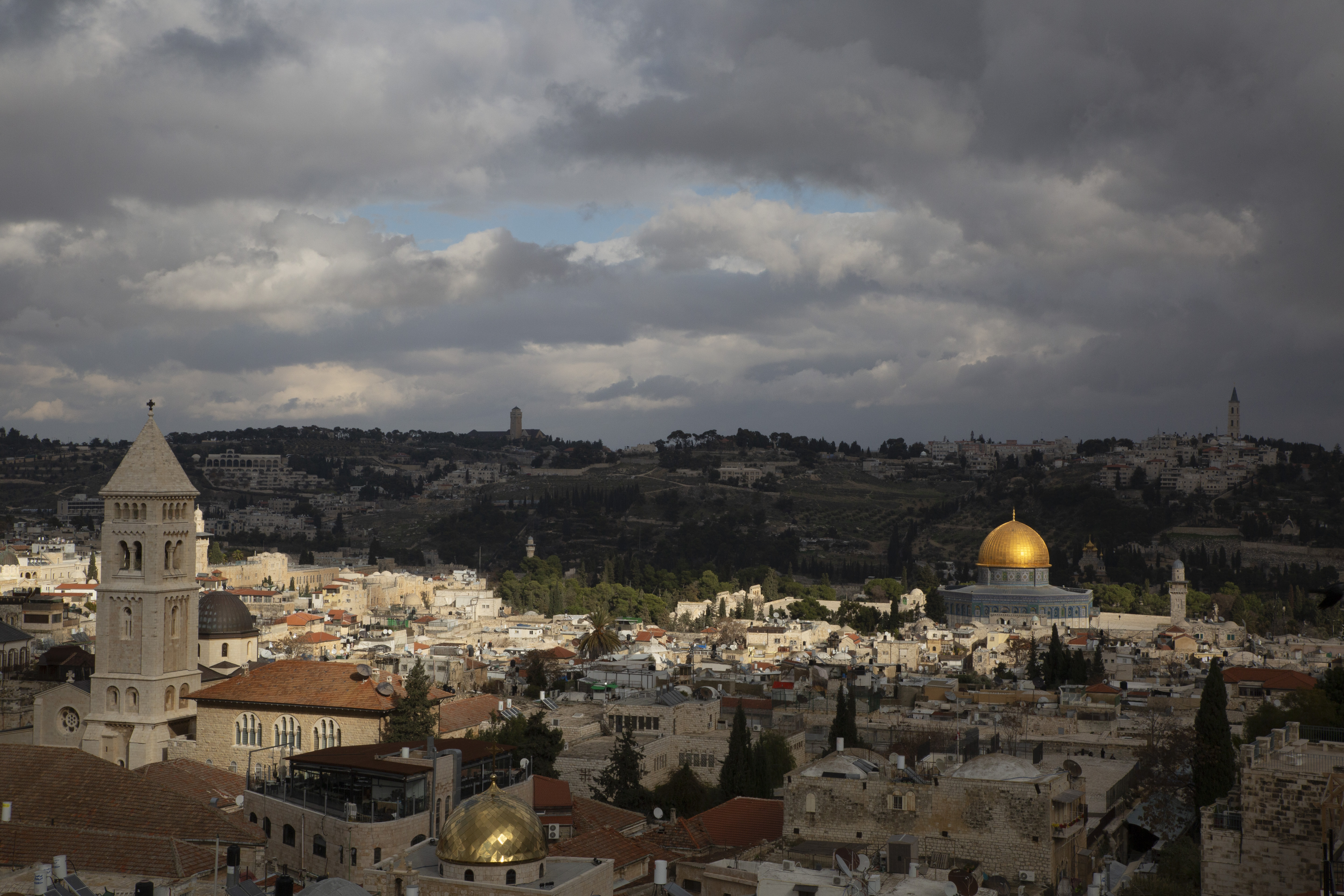
قبة الصخرة والكنيسة اللوثرية وكنيسة القديس يوحنا المعمدان للروم الأرثوذكس في القدس

الكنيسة اللوثرية في القدس أو كنيسة المخلص اللوثرية هي ثاني كنيسة بروتستانتية في مدينة القدس (الأولى هي كنيسة المسيح بالقرب من باب الخليل). وهي مُلك لمؤسسة القدس الإنجيلية، وواحدة من المؤسسات الثلاثة للكنيسة الإنجيلية الألمانية في الأراضي المقدسة (EKD). تم بناؤها بين عامي 1893 و 1898 من قبل المعمار بول فرديناند غروث ويضم البناء حاليا التجمعات اللوثرية حيث تُقام العبادة باللغة العربية والألمانية والدنماركية، والإنجليزية. وتُعد الكنيسة بمثابة مقر مطران الكنيسة الإنجيلية اللوثرية في الأردن وفلسطين، منذ أن أصبحت هذه الكنيسة الناطقة باللغة العربية (باللهجة الفلسطينية) مستقلة عن وكيل المؤسسة الألمانية في عام 1979.

## التاريخ
بنيت الكنيسة على أرض منحها السلطان العثماني عبد الحميد الثاني من الإمبراطورية العثمانية للملك ويليام الأول، ملك بروسيا (الذي أصبح فيما بعد القيصر فيلهلم الأول)، تكريمًا لمشاركته في افتتاح قناة السويس عام 1869. بُنيت الكنيسة بين عامي 1892 و1898 في الموقع الذي كانت تقع فيه سابقًا كنيسة القديسة مريم الصغرى. زار القيصر فيلهلم الثاني في عام 1898 ليدشن الكنيسة بنفسه، دخل المدينة راكبًا حصانًا عبر بوابتين احتفاليتين أُقيمتا خصيصًا لهذه المناسبة إحداهما كانت هدية من الدولة العثمانية والأخرى من الجالية اليهودية المحلية. دشنت الكنيسة في يوم الإصلاح في عام 1898، حيث ألقى فيلهلم خطابًا قال فيه: «من القدس انبثق النور الذي جعل الأمة الألمانية عظيمة ومجيدة. وتحت راية الصليب، رمز التضحية والمحبة، ظهرت الشعوب الجرمانية».
أُغلقت الكنيسة من نهاية مايو 1940 حتى عام 1950، في البداية شغلتها لجماعة اللوثرية الفلسطينية تلتها الجماعة الإنجيلية الناطقة بالألمانية. وفي الحديقة المجاورة للكنيسة يوجد نصب تذكاري لموقع مركز لفرسان القديس يوحنا الصليبين.

## القساوسة
رسمت الكنيسة سالي عازر كأول راعية فلسطينية في الأرض المقدسة في 22 يناير 2023. ستقود عازار المجموعة الناطقة بالإنجليزية في الكنيسة وستكون واحدة من خمس قيادات نسائية مرسومة في الشرق الأوسط.
قائمة القساوسة ورؤساء الجامعات:
- 1852–1866 فريدريش بيتر فالنتينر (*1817–1894*)
- 1866–1869 كارل هوفمان (*1836–1903*)، ابن شقيق كريستوف هوفمان
- 1870–1876 هيرمان فيزر (*1842–1911*)
- 1876–1884 كارل راينيك (*1850–1915*)
- 1885–1895 كارل شليخت (*1855–1930*)
- 1895-1903 بول هوب (*1856-1937*)، المصنف عميد منذ عام 1898
- 1903–1910 فيلهلم بوسمان (*1864–1936*)
- 1910-1921 فريدريش جيريمياس (*1868-1945*) اعتقلته القوات البريطانية في عام 1918 ونفي لاحقا، هو والد يواكيم جيريمياس
- 1921 غوستاف دالمان
- 1921–1922 ألبرشت ألت
- 1923–1930 هانز فيلهلم هيرتزبرغ (*1895–1965*)
- 1930–1938 إرنست راين (*1885–1969*)
- 1938-1954 يوهانس دورينغ (*1900-1969*)، اعتقلته القوات البريطانية فترة نهاية مايو 1940 حتى 1945
- 1954–1960 يواكيم فايغلت
- 1960-1965 كارل مالش (*1916-2001*)، الرئيس الروحي للكنيسة الإنجيلية اللوثرية في الأردن والأراضي المقدسة
- 1965-1971 هانسجورج كولر، الرئيس الروحي للكنيسة الإنجيلية اللوثرية في الأردن في نفس الوقت
- 1971-1979 هيلموت جلات، الرئيس الروحي للكنيسة الإنجيلية اللوثرية في الأردن في نفس الوقت حتى عام 1977
- 1979–1985 يورغن فيرمان
- 1985–1991 يوهانس فريدريك
- 1991–2001 كارل هاينز رونيكر
- 2001–2006 مارتن راير
- 2006–2012 أوفه غرابي
- 2012– الآن فولفغانغ شميدت

## وصلات خارجية
- الكنيسة اللوثرية بالقدس على يوتيوب
- كنيسة المخلص اللوثرية